# Кнубовец, Яков Самуилович
Я́ков Самуи́лович Кнубове́ц (5 мая 1902, с. Лемешевичи, Минская губерния, Российская империя — 1981, Казань, Татарская АССР, РСФСР) — советский врач-стоматолог, доктор медицинских наук (1967), доцент, заместитель декана стоматологического факультета Казанского медицинского института (1957—1971).

## Биография
Родился 5 мая 1902 года в селе Лемешевичи, Минская губерния, Российская империя.
В детстве вместе с родителями переехал в Казань, здесь в возрасте 14 лет начал учиться и работать у зубного техника Левина-Эпштейна. В 1920 году сдал экзамен на звание «подмастерье», после чего поступил на работу в институт для усовершенствования врачей. Затем работал в центральной зубопротезной лаборатории Казанского городского отдела здравоохранения.
В 1926 году получил свидетельство зубного техника, в 1936 — звание зубного врача. В 1939 году начал работать ассистентом кафедры ортопедической стоматологии Казанского стоматологического института.
В 1943 году окончил Казанский медицинский стоматологический институт с квалификацией врача-стоматолога. Во время Великой Отечественной войны в военных госпиталях Казани лечил солдат и офицеров Красной армии, получивших ранения зубочелюстной системы. Старший лейтенант медицинской службы.
В 1949 году защитил кандидатскую диссертацию на тему «О симпатической иннервацию мускулатуры жевательного аппарата».
С 1950 по 1957 года преподавал на кафедре стоматологии Казанского института усовершенствования для врачей (ГИДУВ). Затем перешёл на работу на стоматологический факультет Казанского государственного медицинского института, где преподавал ассистентом и доцентом до 1971 года.
В 1967 году защитил диссертацию на тему «Влияние раздражения периферийных нервов на развитие дистрофических процессов зубочелюстной системе» на соискание учёной степени доктора медицинских наук.
Создал экспериментальную модель пародонтоза и выяснил особенности морфологических структур рецепторов надкостницы и их топографии в зависимости от степени функциональной нагрузки на альвеолярный отросток. В результате этих исследований были разработаны планы ортопедического лечения с расчётом на перераспределение жевательной нагрузки.
Награждён медалями «За победу над Германией в Великой Отечественной войне 1941—1945 гг.», «За доблестный труд в Великой Отечественной войне 1941—1945 гг.».
Скончался в 1981 году в Казани.